# 烂泥箐乡
烂泥箐乡，是中华人民共和国云南省丽江市宁蒗彝族自治县下辖的一个乡镇级行政单位。

## 行政区划
烂泥箐乡下辖以下地区：
烂泥箐村、水草坝村、大二地村、牦牛坪村、马金子村、万桃村和二拉坝村。